# Kaixtànivka
Kaixtànivka (en (ucraïnès): Каштанівка) és un poble de la República Autònoma de Crimea a Ucraïna, que el 2014 tenia 332 habitants. Pertany al districte rural de Pervomàiske.